# Musée et jardins botaniques cantonaux de Lausanne
Les musée et jardins botaniques cantonaux ont fusionné et sont devenus dès le 1er janvier 2023 un département du Naturéum, musée de Suisse situé dans la ville vaudoise de Lausanne et consacré aux sciences naturelles. Le département de botanique comprend le jardin botanique de Lausanne-Montriond ainsi que le jardin alpin la Thomasia, près de la ville de Bex.

## Histoire
Les premières mentions de la volonté création d'un jardin botanique à Lausanne datent du XIXe siècle, lors de la création de nouveaux quartiers en bordure de la ville de l'époque. Cette volonté se concrétise grâce à un don de 1 700 plantes accompagnées d'un legs financier du baron Albert de Büren au canton. Ce don devait servir de base à la création d'un jardin botanique cantonal. Au début, il y avait un emplacement temporaire à proximité de ce qui est maintenant le Centre hospitalier universitaire vaudois (CHUV). En 1890, la collection a été déplacée vers le site de l'Université de Lausanne nouvellement constitué, en dessous de la Faculté de chimie et de physique, rue de Couvaloup, où elle a été essentiellement utilisée pour l'enseignement de la pharmacie et a été visitée principalement par des étudiants.
En 1946, le jardin a été déplacé à la face sud du crêt de Montriond, colline dans le Parc de Milan, son emplacement actuel. Le nouveau jardin est le fruit de l'étroite collaboration entre l'architecte Alphonse Laverrière, le paysagiste Charles Lardet et le rocailleur Alfred Jordan sous la direction de Florian Cosandey.
Le jardin alpin, La Thomasia, situé dans les Alpes à Pont-de-Nant au-dessus des Plans-sur-Bex, a été créé en 1891 à l'initiative de la ville de Bex. Il est le plus ancien jardin alpin actif en permanence en Suisse. En 1895, sous Ernest Wilczek, aussi directeur du jardin botanique de Lausanne, la collection comptait déjà près de 2 000 espèces.
En 1967, un bâtiment est ajouté au jardin botanique pour y accueillir le musée de la botanique qui se trouvait jusqu'alors au palais de Rumine depuis sa construction en 1905 ; auparavant, les collections et herbiers du musée se trouvaient dans une maison située en dessous de la cathédrale de Lausanne utilisée également comme lieu d'enseignement de la botanique et de la minéralogie.
Le musée, ainsi que les deux jardins botaniques, sont inscrits comme biens culturels suisses d'importance nationale.

## Département de botanique
Le département botanique a pour objectif principal de conserver les collections botaniques cantonales qui occupent 2 000 mètres de rayonnages. Il offre également une bibliothèque de 35 000 titres, dont 2 200 livres anciens et 30 000 gravures.

## Jardin botanique cantonal de Lausanne

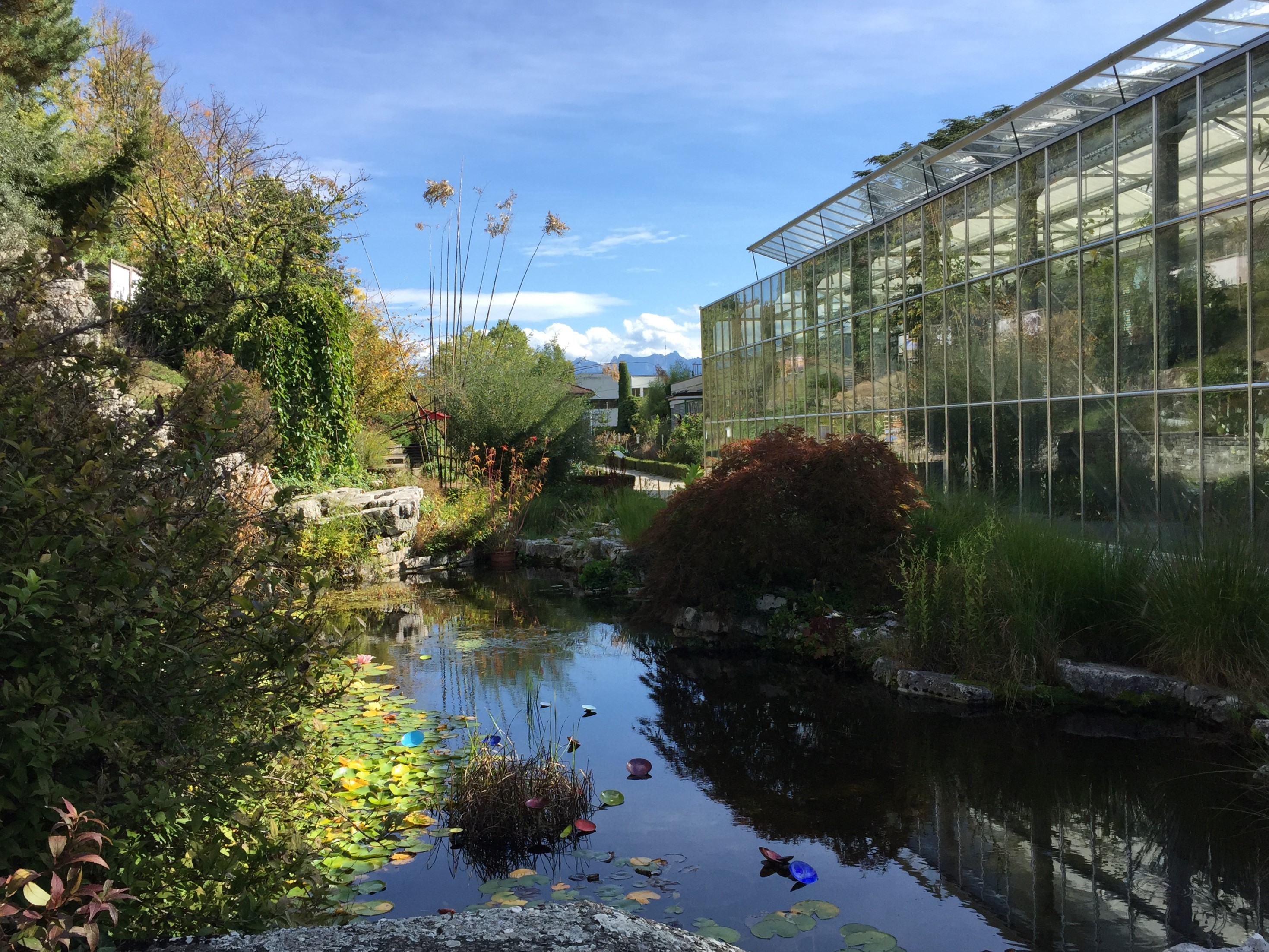
Jardin botanique, Lausanne

Le jardin de Lausanne-Montriond présente près de 6 000 plantes, réparties entre un jardin médicinal originellement créé pour les étudiants en pharmacie, des serres et un alpinum présentant la flore de montagne. Le jardin détient également la plus importante collection de plantes carnivores de Suisse. Par le passé, ces plantes carnivores se trouvaient dans des serres à Cery, dans la commune de Prilly, mais elles ont été rapatriées au jardin botanique de Lausanne. Pour valoriser ces plantes carnivores, un projet d'une nouvelle serre, d'un coût de près de 600 000 francs, a été soumis à l’enquête publique en 2015.

## Jardin alpin cantonal de Pont de Nant

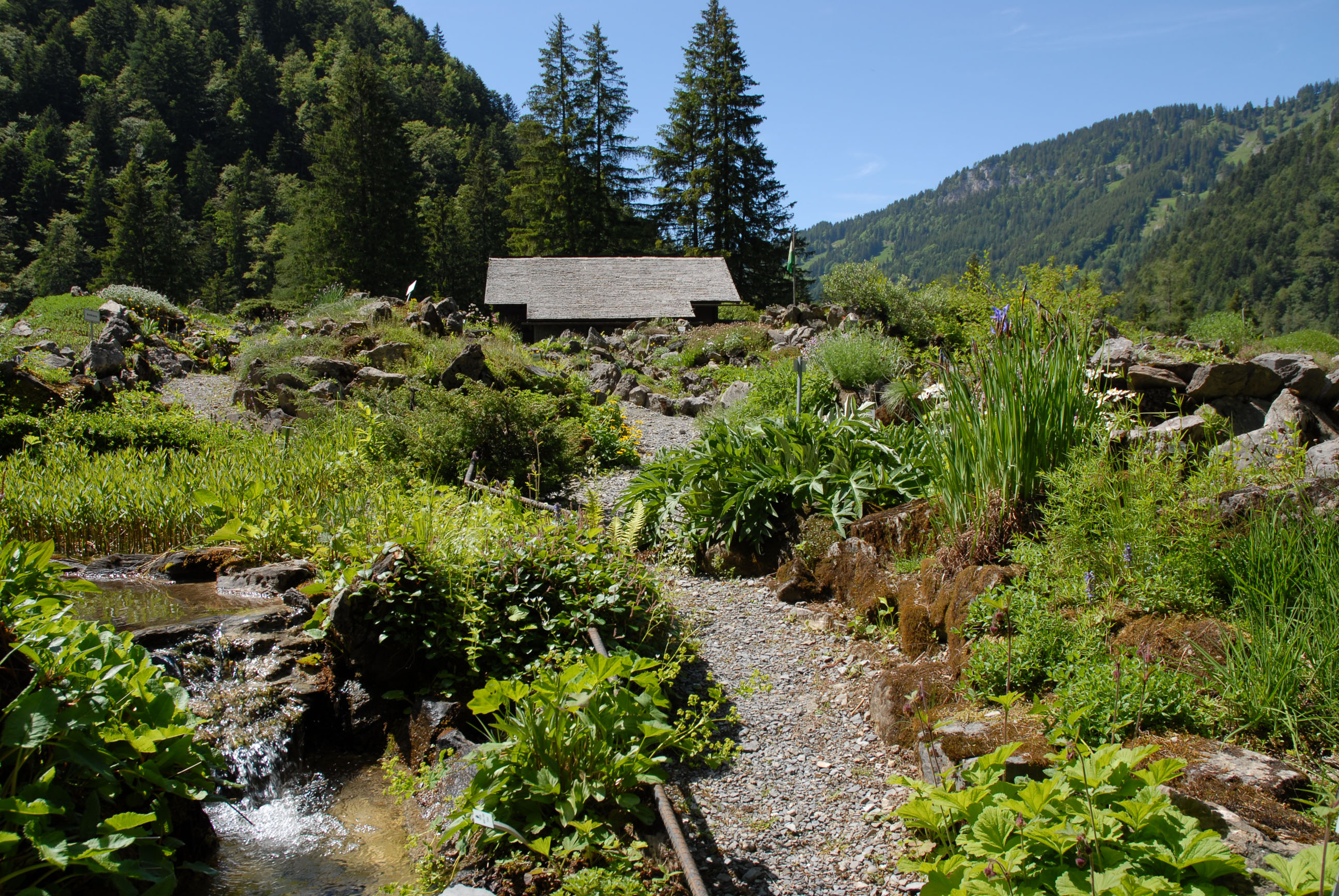
Le jardin botanique de la Thomasia à Pont-de-Nant.

Le jardin alpin La Thomasia, situé à 1 260 mètres d'altitude dans le vallon de Nant au-dessus de Bex, occupe une petite partie de l'alpage de Pont de Nant adossé au Grand Muveran. Le site regroupe environ 3000 plantes de montagne classées géographiquement.